# Charles Dukes
Charles Dukes, 1er Barón de Dukeston (Stourbridge, Reino Unido, 28 de octubre de 1881–14 de mayo de 1948) fue un sindicalista británico y un político de Partido Laboral.

## Biografía
Dukes nació en Stourbridge, abandonó la escuela a los once años, y empezó a trabajar llevando recados. Cuando su familia se mudó a Warrington, empezó a trabajar en una forja. Posteriormente consiguió una serie de oficios casuales en el noroeste de Inglaterra, incluyendo trabajando en el canal marítimo de Mánchester.
En 1909 Dukes empezó su carrera como sindicalista al serelecto como secretario en Warrington de la Unión Nacional de Trabajadores de Gas. Fue miembro fundador del Partido Socialista Británico y fue elegido para el ejecutivo nacional del partido en 1914. Durante la Primera Guerra Mundial fue un objetor de conciencia, sirviendo una sentencia en la cárcel. Dukes se volvió secretario de distrito de la Unión Nacional de Trabajadores Generales. Entre 1934 y 1946, Dukes fue secretario general de la Unión Nacional de Trabajadores Generales y Municipales, y entre 1946 y 1947 fue presidente del Congreso de Sindicatos. En 1947 fue designado como un director del Banco de Inglaterra.

## Carrera política
Charles Dukes se desempeñó como el representante británico ante la Comisión de Derechos Humanos de las Naciones Unidas en 1947 y formó parte de la redacción de la Declaración Universal de los Derechos Humanos.